# Grand Prix automobile de Trois-Rivières 2002
Navigation
Édition suivante
Le Grand Prix de Trois-Rivières 2002 (officiellement appelé le 2002 Grand Prix de Trois-Rivières), disputé sur le 3 août 2002 sur le circuit urbain provisoire du Circuit Trois-Rivières est la sixième manche de l'American Le Mans Series 2002.

## Course
Voici le classement provisoire au terme de la course.
- Les vainqueurs de chaque catégorie sont signalés par un fond jauni.
- Pour la colonne Pneus, il faut passer le curseur au-dessus du modèle pour connaître le manufacturier de pneumatiques.

| Pos.   | Classe | N° | Écurie                   | Pilotes                                  | Châssis                         | Pneus | Tours |
| Pos.   | Classe | N° | Écurie                   | Pilotes                                  | Moteur                          | Pneus | Tours |
| ------ | ------ | -- | ------------------------ | ---------------------------------------- | ------------------------------- | ----- | ----- |
| 1      | LMP900 | 2  | Audi Sport North America | Tom Kristensen Rinaldo Capello           | Audi R8                         | M     | 166   |
| 1      | LMP900 | 2  | Audi Sport North America | Tom Kristensen Rinaldo Capello           | Audi 3.6L Turbo V8              | M     | 166   |
| 2      | LMP900 | 1  | Audi Sport North America | Emanuele Pirro Frank Biela               | Audi R8                         | M     | 166   |
| 2      | LMP900 | 1  | Audi Sport North America | Emanuele Pirro Frank Biela               | Audi 3.6L Turbo V8              | M     | 166   |
| 3      | LMP900 | 38 | Champion Racing          | Johnny Herbert Stefan Johansson          | Audi R8                         | M     | 165   |
| 3      | LMP900 | 38 | Champion Racing          | Johnny Herbert Stefan Johansson          | Audi 3.6L Turbo V8              | M     | 165   |
| 4      | LMP900 | 51 | Panoz Motor Sports       | Bryan Herta Bill Auberlen                | Panoz LMP01 Evo                 | M     | 162   |
| 4      | LMP900 | 51 | Panoz Motor Sports       | Bryan Herta Bill Auberlen                | Élan 6L8 6.0L V8                | M     | 162   |
| 5      | GTS    | 4  | Corvette Racing          | Andy Pilgrim Kelly Collins               | Chevrolet Corvette C5-R         | G     | 155   |
| 5      | GTS    | 4  | Corvette Racing          | Andy Pilgrim Kelly Collins               | Chevrolet 7.0L V8               | G     | 155   |
| 6      | LMP900 | 50 | Panoz Motor Sports       | David Brabham Jan Magnussen              | Panoz LMP01 Evo                 | M     | 154   |
| 6      | LMP900 | 50 | Panoz Motor Sports       | David Brabham Jan Magnussen              | Élan 6L8 6.0L V8                | M     | 154   |
| 7      | GTS    | 3  | Corvette Racing          | Ron Fellows Johnny O'Connell             | Chevrolet Corvette C5-R         | G     | 153   |
| 7      | GTS    | 3  | Corvette Racing          | Ron Fellows Johnny O'Connell             | Chevrolet 7.0L V8               | G     | 153   |
| 8      | GTS    | 0  | Team Olive Garden        | Mimmo Schiattarella Emanuele Naspetti    | Ferrari 550 Maranello           | M     | 152   |
| 8      | GTS    | 0  | Team Olive Garden        | Mimmo Schiattarella Emanuele Naspetti    | Ferrari 6.0L V12                | M     | 152   |
| 9      | GT     | 23 | Alex Job Racing          | Sascha Maassen Lucas Luhr                | Porsche 911 GT3 RS              | M     | 151   |
| 9      | GT     | 23 | Alex Job Racing          | Sascha Maassen Lucas Luhr                | Porsche 3.6L Flat-6             | M     | 151   |
| 10     | GT     | 22 | Alex Job Racing          | Timo Bernhard Jörg Bergmeister           | Porsche 911 GT3 RS              | M     | 151   |
| 10     | GT     | 22 | Alex Job Racing          | Timo Bernhard Jörg Bergmeister           | Porsche 3.6L Flat-6             | M     | 151   |
| 11     | LMP900 | 16 | Dyson Racing Team        | Chris Dyson James Weaver                 | Riley & Scott Mk III (en)       | G     | 148   |
| 11     | LMP900 | 16 | Dyson Racing Team        | Chris Dyson James Weaver                 | Lincoln (Élan) 6.0L V8          | G     | 148   |
| 12     | GT     | 66 | The Racer's Group        | Kevin Buckler (en) Michael Shrom         | Porsche 911 GT3 RS              | M     | 147   |
| 12     | GT     | 66 | The Racer's Group        | Kevin Buckler (en) Michael Shrom         | Porsche 3.6L Flat-6             | M     | 147   |
| 13     | GT     | 88 | Porschehaus Racing       | Stephane Veilleux Jean-François Dumoulin | Porsche 911 GT3 R               | D     | 146   |
| 13     | GT     | 88 | Porschehaus Racing       | Stephane Veilleux Jean-François Dumoulin | Porsche 3.6L Flat-6             | D     | 146   |
| 14     | LMP675 | 56 | Team Bucknum Racing      | Jeff Bucknum Chris McMurry Bryan Willman | Pilbeam (en) MP84               | A     | 145   |
| 14     | LMP675 | 56 | Team Bucknum Racing      | Jeff Bucknum Chris McMurry Bryan Willman | Nissan (AER) VQL 3.4L V6        | A     | 145   |
| 15 DNF | LMP675 | 13 | Archangel Motorsports    | Marc-Antoine Camirand Ben Devlin         | Lola B2K/40                     | D     | 142   |
| 15 DNF | LMP675 | 13 | Archangel Motorsports    | Marc-Antoine Camirand Ben Devlin         | Ford (Millington) 2.0L Turbo I4 | D     | 142   |
| 16     | LMP675 | 19 | Essex Racing             | Melanie Paterson Paul Fix (en)           | Lola B2K/40                     | D     | 139   |
| 16     | LMP675 | 19 | Essex Racing             | Melanie Paterson Paul Fix (en)           | Nissan (AER) VQL 3.0L V6        | D     | 139   |
| 17     | LMP900 | 30 | Intersport Racing (en)   | Andy Lally John Macaluso                 | Lola B2K/10B                    | G     | 132   |
| 17     | LMP900 | 30 | Intersport Racing (en)   | Andy Lally John Macaluso                 | Judd GV4 4.0L V10               | G     | 132   |
| 18     | GT     | 43 | Orbit                    | Leo Hindery (en) Peter Baron             | Porsche 911 GT3 RS              | M     | 117   |
| 18     | GT     | 43 | Orbit                    | Leo Hindery (en) Peter Baron             | Porsche 3.6L Flat-6             | M     | 117   |
| 19     | GTS    | 45 | American Viperacing      | Marino Franchitti Marc Bunting           | Dodge Viper GTS-R               | P     | 109   |
| 19     | GTS    | 45 | American Viperacing      | Marino Franchitti Marc Bunting           | Dodge 8.0L V10                  | P     | 109   |
| 20 DNF | GTS    | 44 | American Viperacing      | Kevin Allen (en) Tom Weickardt           | Dodge Viper GTS-R               | P     | 95    |
| 20 DNF | GTS    | 44 | American Viperacing      | Kevin Allen (en) Tom Weickardt           | Dodge 8.0L V10                  | P     | 95    |
| 21 DNF | GT     | 10 | Alegra Motorsports       | Chris Gleason Emil Assentato (en)        | BMW M3                          | D     | 87    |
| 21 DNF | GT     | 10 | Alegra Motorsports       | Chris Gleason Emil Assentato (en)        | BMW 3.2L I6                     | D     | 87    |
| 22 DNF | GT     | 40 | Alegra Motorsports       | Scooter Gabel Carlos DeQuesada           | BMW M3                          | D     | 64    |
| 22 DNF | GT     | 40 | Alegra Motorsports       | Scooter Gabel Carlos DeQuesada           | BMW 3.2L I6                     | D     | 64    |
| 23 DNF | GTS    | 26 | Konrad Motorsport        | Franz Konrad Terry Borcheller            | Saleen S7-R                     | P     | 49    |
| 23 DNF | GTS    | 26 | Konrad Motorsport        | Franz Konrad Terry Borcheller            | Ford 7.0L V8                    | P     | 49    |
| 24 DNF | LMP675 | 37 | Intersport Racing (en)   | Jon Field Clint Field                    | MG-Lola EX257                   | G     | 29    |
| 24 DNF | LMP675 | 37 | Intersport Racing (en)   | Jon Field Clint Field                    | MG (AER) XP20 2.0L Turbo I4     | G     | 29    |
| 25 DNF | GT     | 89 | Porschehaus Racing       | Robert Julien Adam Merzon                | Porsche 911 GT3 RS              | D     | 25    |
| 25 DNF | GT     | 89 | Porschehaus Racing       | Robert Julien Adam Merzon                | Porsche 3.6L Flat-6             | D     | 25    |
| 26 DNF | LMP675 | 11 | KnightHawk Racing        | Chad Block Steven Knight                 | MG-Lola EX257                   | A     | 0     |
| 26 DNF | LMP675 | 11 | KnightHawk Racing        | Chad Block Steven Knight                 | MG (AER) XP20 2.0L Turbo I4     | A     | 0     |

## Statistiques
- Pole Position - #1 Audi Sport North America - 0:58.698
- Record du tour - #1 Audi Sport North America - 0:59.568
- Distance - 406.337 km
- Vitesse moyenne - 135.214 km/h